# 二階俊博
二階 俊博（にかい としひろ、1939年〈昭和14年〉2月17日 - ）は、日本の政治家。
経済産業大臣（第6・9・10代）、運輸大臣（第75・76代）、北海道開発庁長官（第69・70代）、運輸政務次官（第2次海部内閣・細川内閣）、和歌山県議会議員（2期）、衆議院予算委員長、衆議院郵政民営化特別委員長、衆議院建設常任委員長、衆議院議員（13期）、自由民主党幹事長（第52・53代）、自由民主党国土強靭化推進本部長、自由民主党国土強靭化総合調査会会長、自由民主党総務会長（第46・53代）、自由民主党国会対策委員長（第48代）、志帥会会長（第5代）、保守新党幹事長、保守党幹事長、保守党国会対策委員長、保守党選挙対策委員長、自由党国会対策委員長、新進党選挙対策局長、日中友好議員連盟会長を歴任した。

## 来歴

### 生い立ち
和歌山県御坊市新町出身。父親の俊太郎は様々な職を経て二階が生まれる前年の1938年3月に和歌山県会議員となった。父は仕事が忙しかったため、二階は物心がついたころから父と一緒に遊んだ経験がなかった。母・菊枝は医師古久保良輔の娘で、当時まだ珍しかった女性医師だった。
稲原小学校に入学し、終戦後、御坊小学校に転入した。御坊中学校、和歌山県立日高高校に入学。高校の3年生に進級してまもなく生徒会長選挙が行なわれることになり、応援団長をつとめた二階は応援団員、野球部員から立候補を勧められた。あまり乗り気ではなかったが、やむなく立候補した。投票の結果、二階は圧倒的勝利をおさめた。
1957年、中央大学法学部政治学科に入学する。「企業に入ってサラリーマンになろう。大学はどこでもいい。」と考えていた二階が東京の中央大学に進学した理由は、新聞部顧問・津本誠一郎教諭の「できれば東京にいったほうがいい。政治家や文学者、経済人などいろんな人にあえる。講演も聞ける。」という発言に影響されたことや、父親が中央大学で学んだ経験があったためである。大学で最も衝撃的だったエピソードとして、大衆文化に関する授業を受けていた樺俊雄の娘である樺美智子が安保闘争のデモで圧死したことをあげている。

### 政界入り

#### 和歌山県議会議員
大学卒業後、静岡県選出の衆議院議員で建設大臣を務めた遠藤三郎の秘書となる。遠藤の死後、和歌山県に戻り、1975年4月に和歌山県議会議員選挙に立候補して当選し、連続2期務めた。

#### 衆議院議員
1983年12月18日、旧和歌山2区から自由民主党公認（田中派）で第37回衆議院議員総選挙に立候補する。5万3611票を獲得し、2位で初当選を果たした。（当選同期に伊吹文明、中川昭一、大島理森、甘利明、鈴木宗男、自見庄三郎、金子原二郎、田中直紀、野呂田芳成、額賀福志郎、尾身幸次、衛藤征士郎、神崎武法、江田五月など）
田中角栄に対する配慮と、師・遠藤三郎がかつて藤山派に属していたために江崎真澄に近いことから竹下派結成には参加しなかったが、その後、奥田敬和ら中間派が竹下派に参加したことを契機に自身も参加した。
第39回衆議院議員総選挙が行われた直後の1990年2月、第2次海部内閣で運輸政務次官に就任。1992年の竹下派分裂時は小沢一郎に同調し、羽田派に参加する。

### 自民党離党後

#### 運輸政務次官
1993年、宮沢内閣不信任決議案に賛成して自由民主党を離党、小沢らと共に新生党結成に参加した。総選挙後に発足した細川内閣で再び運輸政務次官に就任する。細川内閣での政務次官時代は社会党の運輸大臣伊藤茂を差し置いて「影の運輸大臣」と呼ばれた。

#### 小沢一郎の側近
細川・羽田政権後、新進党にも参加し、「明日の内閣」の運輸・交通部門と建設・国土部門の大臣などを務める。小沢一郎側近として小沢の党首選出にも尽力した。1996年10月20日、第41回衆議院議員総選挙で新設された和歌山3区から立候補し、自民党（清和研）の現職野田実を破り5連続当選を果たす（野田は比例復活したが、後に連座制を適用されて失職した）。
1998年、新進党分党後も小沢側近として自由党結党に参加した。

#### 運輸大臣

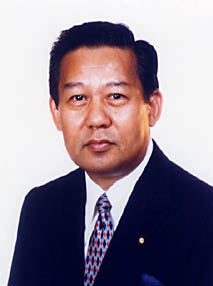
運輸大臣・北海道開発庁長官時代の二階俊博(1999年頃)
首相官邸より

自由党国会対策委員長として自自連立政権樹立に動き、1999年の小渕第2次改造内閣で運輸大臣兼北海道開発庁長官として初入閣した。

#### 保守党結成
2000年4月、自由党の政策が実現されないとして連立解消を主張する小沢ら連立離脱派と袂を分かち、野田毅や扇千景ら連立残留派とともに保守党を結成する。自公保連立政権に参加し、小渕内閣を引き継いだ第1次森内閣で運輸大臣兼北海道開発長官に留任した。
同年7月、保守党国会対策委員長に就任。2001年、保守党党首の扇が野田に党首の座を譲ったことから、保守党幹事長に就任した。
2002年、保守党の後継政党である保守新党でも幹事長に就任したが、2003年11月9日の第43回衆議院議員総選挙で保守新党は代表の熊谷弘が落選するなど惨敗し、自民党に吸収された。かくして二階は約10年ぶりに自民党へ復党することになる。

### 自民党復党後

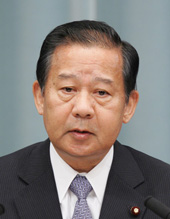
2008年9月24日、内閣総理大臣官邸にて

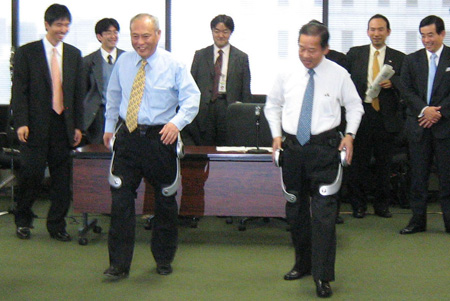
2008年11月10日、中央合同庁舎第五号館にて厚生労働大臣舛添要一（手前左）と

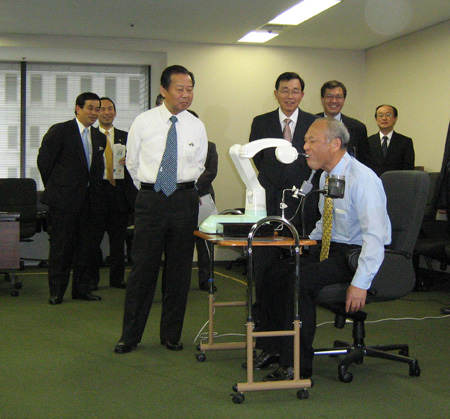
2008年11月10日、中央合同庁舎第五号館にて厚生労働大臣舛添要一（手前右）と

#### 自民党総務局長
自民党への復党後、旧保守新党の議員らで新しい波（二階グループ）を結成して会長に就任。2004年9月、小泉総理の時に、自民党総務局長に任命される。以後、自民党が下野する2009年までほぼ一貫して政府や党の要職の座にあり、政界再編期の離党・出戻り組の中では異例な存在であった。
2005年5月、内閣総理大臣小泉純一郎の意向により、自民党総務局長を兼任しながら衆議院郵政民営化法案を審議する特別委員会の委員長に就任する。郵政国会では郵政民営化法案の衆院通過に尽力した上、その後の郵政解散による第44回衆議院議員総選挙では選挙責任者の総務局長として候補者擁立などに奔走し、自民党圧勝の功労者となった。この大勝利をきっかけに総務局長の地位が見直され、地位向上が行われるようにもなった。またこれによって、比例当選議員が中心ではあるものの二階派の議員数が増加することになり、二階が一定の政治的影響力を持つことになった。

#### 経済産業大臣
総選挙での功績を買われ、2005年10月に発足した第3次小泉改造内閣に経済産業大臣として入閣する。2006年4月7日、「二階イニシアティブ」（東アジアEPA、東アジア版OECD、アジア人財資金）を提唱した。同年9月、小泉の自民党総裁任期満了に伴い安倍晋三が総裁に就任し、民主党代表小沢一郎への対策として自民党国会対策委員長に任命された。

#### 自民党総務会長
2007年8月、党三役の一角である自民党総務会長に就任。その直後、自らが代表を務める和歌山県第三選挙支部の政治資金収支報告書未記載問題が発覚する。2007年9月14日、自民党幹事長麻生太郎の総裁選挙立候補を受け、自民党役員会において、2007年自民党総裁選期間中の幹事長職務を一任された。9月24日、福田康夫が総裁に就任し、総務会長に留任することが決まった。
2008年の福田内閣改造に伴い自民党総務会長を退任し、福田改造内閣に経済産業大臣として再任された。2008年9月24日に発足した麻生内閣でも経済産業大臣に再任されている。

#### 自民党選挙対策局長
2009年8月30日に行われた第45回衆議院議員総選挙に出馬した際は、公明党の推薦も受けて9回目の当選を果たし、同年10月には自民党幹事長の下に新設された自民党選挙対策局長に就任。自身が会長を務めていた二階グループは総選挙で二階本人を除く衆議院議員が全員落選し、参議院議員2名と合わせて総勢3名となったことから派閥の維持が困難となった。このため、11月5日に全員が志帥会（伊吹派）へ合流し、同日付で二階グループは解消された。
同年12月に西松建設事件で政策秘書が政治資金規正法違反で略式起訴となったことを受け、自民党選挙対策局長を辞任する。
2011年10月21日に国土強靭化総合調査会会長に就任。

#### 志帥会会長

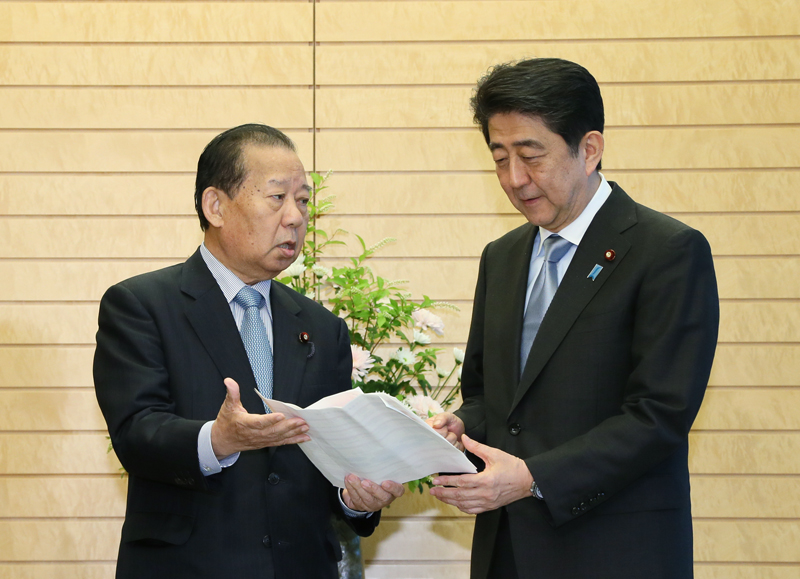
安倍晋三と（2016年5月、内閣総理大臣官邸にて）

2012年12月、伊吹文明が衆議院議長への就任に伴い志帥会（伊吹派）会長を退任。後任として二階が同派会長に就任し、志帥会は伊吹派から二階派へと衣替えした。
2013年、第2次安倍政権下で衆議院予算委員長に就任。与野党の人脈を駆使し、衆議院において史上最速で予算案を通過させた。
2014年9月、第2次安倍改造内閣発足と同時に行われた党役員人事で6年ぶりに総務会長に就任。党四役は派閥を離れるとの慣例により、二階は志帥会（二階派）会長の職を退任し、同派会長は空席とされた（同派の指揮は会長代行の河村建夫が務める）。

#### 自民党幹事長

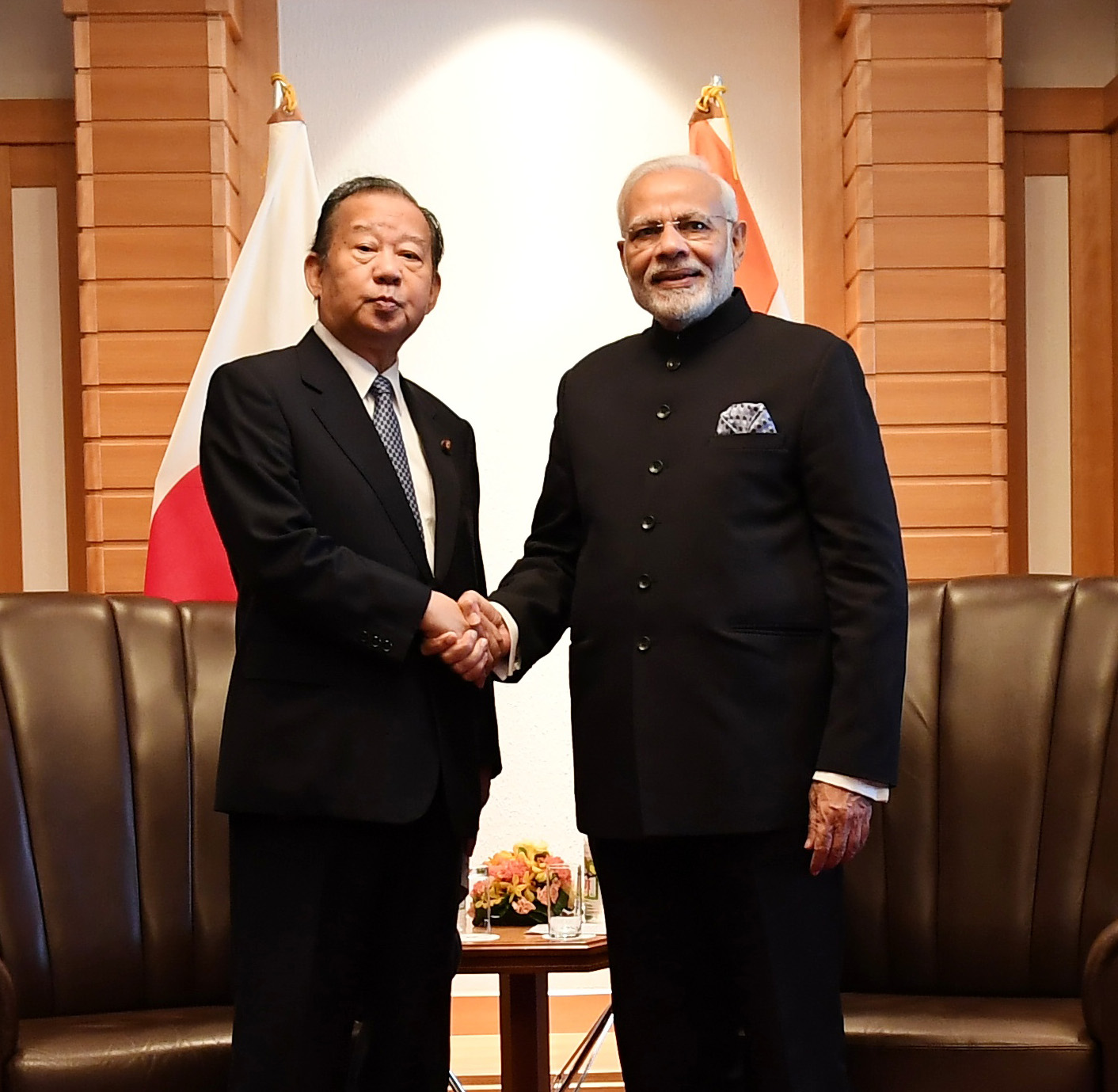
インド共和国首相ナレンドラ・モディ（右）と（2018年、東京）

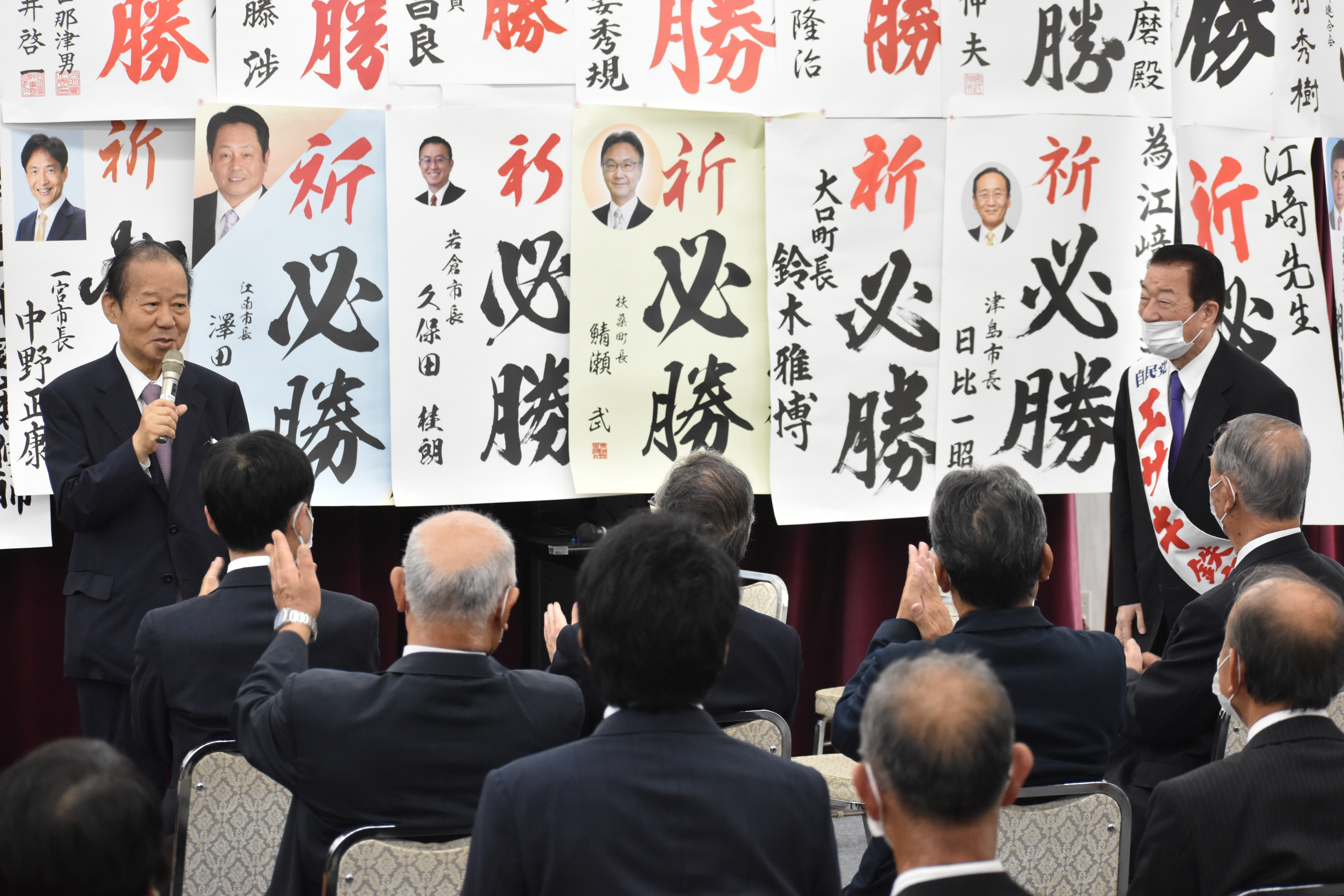
江崎鐵磨（右）の応援演説をする二階（左）（2021年、愛知県一宮市）

2016年8月3日の第3次安倍第2次改造内閣発足と同時に行われた党役員人事で、自転車で転倒して入院した谷垣禎一の後任として自民党幹事長に就任した。就任時の年齢は77歳と5ヶ月であり、歴代の自由民主党幹事長の中で当時史上最高齢であったが、2024年9月30日に森山𥙿が79歳と5ヶ月で就任したことにより更新された。
2016年8月29日、国土強靭化総合調査会が国土強靭化推進本部に格上げされ、会長から引き続き本部長を務める。
2017年8月3日の第3次安倍第3次改造内閣発足と同時に行われた党役員人事でも幹事長に留任し、記者会見で「しっかりと党をまとめる努力をしたい」「みなさんから意見を頂戴しながら党運営をやっていく」と抱負を述べた。
2017年10月22日に実施された第48回衆議院議員総選挙において、候補者調整が難航した3つの選挙区（埼玉11区、山梨2区、岡山3区）で、それぞれの候補者を無所属で出馬させ、小選挙区で「勝った方を公示日に遡って追加公認」とした（前年にあった福岡6区の第47回衆議院議員補欠選挙においても、鳩山二郎（前大川市長）と藏内謙（自由民主党福岡県連推薦）が争い、当選した鳩山に追加公認を行った）。小選挙区制が導入されて以来、通常は候補者調整を行い、公認候補を決めておくケースが多い中でこのようなケースは極めて稀である。
2019年8月3日で幹事長として、連続在職日数が1096日に達して前尾繁三郎を抜き歴代最長になった。安倍の総裁任期を延長させた党則改定と連続3選などを実現し、中国との太いパイプを生かした独自の党外交も展開する一方で、無所属や野党の議員も派閥に取り込む強引とも映る政治手法は党内でも物議を醸すも、翌9月の第4次安倍内閣第2次改造内閣発足と同時に行われた党役員人事でも幹事長に留任した。
2020年9月8日に幹事長としての通算在職日数も1498日となり、それまで最長だった師の田中角栄（1497日）を抜き歴代最長になった。党総裁と内閣総理大臣の辞任を表明した安倍にかわる新たな総裁を決める自民党総裁選挙では総裁選の時期や形式を一任されたことから党員投票を省略させ、菅義偉を真っ先に支持し、9月15日に菅が行った党役員人事でも幹事長に留任した。
2021年8月30日、菅と会談し、「自分には遠慮せず人事をやってほしい」と自らの幹事長交代を容認する考えを伝えた。菅は「よろしいですか。ありがとうございます」と謝意を伝え、幹事長交代を検討する意向を示した。しかし同年9月3日に菅が退陣を表明したため、同月6日に予定されていた党人事も取りやめられ、次期総裁選出まで二階ら党役員は留任することとなった。同年10月1日、岸田文雄の総裁就任に伴う新役員人事により、通算在職日数1885日で自民党幹事長を退任した。

#### 幹事長退任後
2021年10月31日、第49回衆議院議員総選挙で13選される。82歳8か月は本選挙における最高齢の当選者となった。
2022年11月に実施された和歌山県知事選挙で、国民民主党に所属した前衆議院議員岸本周平を支援して当選に導いた。
党内親中派の筆頭格だが、2023年5月8日に領土問題などで中国と対立して反中的傾向が強いベトナムを訪問し、ヴォー・ヴァン・トゥオン国家主席と初会談するなどベトナムと関係が深い。
派閥の政治資金パーティー収入の裏金問題を受け、2024年1月19日に開かれた二階派の緊急総会にて二階が「政治への信頼を取り戻すために志帥会を解散する」と表明し、了承された。
同年3月25日、党本部で記者会見を開き、次期衆院選に出馬しない意向を表明した。政治資金規正法違反罪で自身の秘書の有罪が確定し、二階派の元会計責任者が在宅起訴されたことについて「政治不信を招く要因となったことに、深くおわびを申し上げる」と陳謝。そのうえで「政治責任は全て、監督責任者である私自身にあることは当然のことだ」と理由を述べた。

## 不祥事・批判

### 西松建設事件
西松建設事件で準大手ゼネコンの西松建設から、同社のOBらを代表とした政治団体（「新政治問題研究会」「未来産業研究会」）を隠れ蓑に多額の政治献金を受けていた1人だったことが、2008年12月末に表面化した。この疑惑に関連して西松建設関係者や民主党代表小沢一郎の公設第1秘書が政治資金規正法違反容疑で逮捕された後、二階にも同様の行為をおこなっている疑いがかかり、東京地検特捜部が二階の関連政治団体を捜査する方針を固めたことが報じられた。これに対し、二階は「調査を受けるいわれはない」「違法性はない」と反発している。しかし、2009年6月の検察審査会で前西松建設社長が起訴相当、二階の政策秘書が不起訴不当となったことを受け、前西松建設社長が二階ルートでも起訴され有罪判決を受けた。政策秘書は再度不起訴となったが、西松建設の別ルートの資金提供問題に関して2009年12月に政策秘書が虚偽記載で略式起訴され、罰金100万円の略式命令が出された。

### 裏金問題
2024年1月19日、政治資金パーティー収入の裏金問題に絡み、5年間で3526万円のパーティー収入を二階派（志帥会）に納入せず、二階の資金管理団体の収支報告書に派閥側からの収入として記載していなかったとして、二階の秘書が政治資金規正法違反（虚偽記載）の罪で略式起訴された。東京簡易裁判所は1月26日付で罰金100万円、公民権停止3年の略式命令を出した。同年7月8日、東京地検特捜部は二階本人については派閥の収支報告書に虚偽記載した疑いについては嫌疑なし、議員側の政治団体の収支報告書に虚偽記載した疑いなどについては嫌疑不十分とし、いずれも不起訴処分とした。

### 約50億6000万円の「政策活動費」の使途の説明拒否
岸田文雄首相は2024年2月5日の衆院予算委員会で、二階俊博が幹事長時代に党から受け取ったとされる5年間で約50億円の「政策活動費」について、使途を確認するよう立憲民主党の井坂信彦議員から再三問われたが、「確認するまでもない」「政策活動費は、政治活動に使われるべきもの。政治活動以外に使われるべきもので、それ以外に使われることはあってはならない」「今、（問題が）大きくなっているのは政治資金パーティーのお金の問題だ。政策活動費については当然、法律に基づいて使われるべきもの。そうでなければならないと考えています」と拒否を続けた。
井坂は「そんな『脱税天国』みたいな答弁で、15日から国民が確定申告で納税してくれるか」と批判。「今回の裏金の使い道の確認も、調査もしない。それなのに（不記載の）100人の議員も50億円の二階さんも全員非課税という議員特権を認めたら、この裏金国会は脱税国会になる」と、首相や自民党の対応を厳しくただした。

### 3年間で書籍代3472万円を支出
二階が代表を務める政治団体が、3年間で書籍代3472万円を支出していたことについて、立憲民主党の藤岡隆雄衆院議員が2023年2月8日の衆院予算委員会で取り上げた。
藤岡は二階の書籍代について、林芳正官房長官に対し「家一軒建つくらいの書籍代が支出された。いったい何万冊が購入されたのか」と説明を求めたが、林は「個々の政治団体の収支報告書の内容について確認を求める立場にない」と応じなかった。
二階の事務所は14日、「選挙区外の行政、議会関係者らに配布し、政策広報に努める」ためだったと説明した。
書籍の内訳は以下の通り。
▽冤罪（石井一著）　300冊、計46万2000円
▽グリーンの上の政治家たち（石井一著）　300冊、計46万2000円
▽つくられた最長政権（石井一著）　300冊、計46万2000円
▽Ｍｏｎｔｈｌｙ　Ｋｏｒｏｎ（月刊公論）2020年2月号　2000冊、計186万6000円
▽月刊日本2020年8月号　3000冊、計234万円
▽二階俊博の政界戦国秘録５（大下英治著）　500冊、計34万1000円
▽二階俊博幹事長論（森田実著）　300冊、計30万880円
▽小池百合子の大義と共感（大下英治著）　3000冊、計396万円
▽内閣官房長官（大下英治著）　2000冊、計156万8600円
▽ナンバー２の美学－二階俊博の本心（大中吉一監修）　5000冊、計1045万円
▽地元メディアが見た　二階俊博　力の源泉　3000冊、計275万円
▽最長幹事長（大下英治著）　3000冊、計231万円
▽政権奪取秘史　二階幹事長・菅総理と田中角栄（大下英治著）　3000冊、計475万2000円
▽新しい「日本の歩き方」（山谷えり子著）　1000冊、計154万円
▽自民党幹事長　二階俊博伝（大下英治著）　300冊、計44万8800円
▽内閣総理大臣（大下英治著）　500冊、計39万2150円
▽自治体元気印のレシピ（松浪健四郎著）　200冊、計31万7200円

## 発言

### 「台風被害まずまずでおさまった」
2019年10月13日、令和元年東日本台風（台風19号）による自民党の被害対策役員会の冒頭挨拶で「色々言われていたことから比べると、まずまずで収まった」と発言。千曲川、夏井川、多摩川が決壊、または氾濫し、多数の死傷者、行方不明者、避難者、断水・停電被災者が出ている中のこのような発言は批判を受け、釈明に追われた。当初、発言を撤回するつもりはなかったが与野党内外から批判を受け、15日に事実上発言を撤回した。

### 「接触8割減はできるわけない」
2020年4月、新型コロナウイルスの感染拡大により緊急事態宣言が発出され、内閣総理大臣安倍晋三が人との接触を最大8割減らすよう国民に要請した際には、二階は「（接触8割減は）できるわけない」「お願いベースだ。国民も理解している」と述べた。これに対し、立憲民主党副代表の蓮舫は自身のTwitterで「本音なのでしょうか。政府与党の要、自民党幹事長」「国民は家で自粛をしてくれてるのに。『できるわけない』以前に補償を」と指摘した。

### 「（五輪のボランティア辞退は）瞬間的に言っている」
2021年2月8日の記者会見で、東京オリンピック・パラリンピック競技大会組織委員会会長森喜朗の女性蔑視発言から五輪ボランティアの辞退者が相次いでいることついて「関係者は瞬間的に協力できないと言ったと思うが、落ち着いたら考えも変わる」「どうしても辞めたいなら、新たなボランティアを募集する」と発言した。五輪ボランティアを軽視しているとして、五輪相橋本聖子や副総理兼財務相麻生太郎から「不適切な発言」と批判された。また、日本オリンピック委員会会長山下泰裕は、二階の発言について「瞬間的ととらえていないし、とらえてはいけない」と強い危機感と不快感を表明した。

### 「他山の石として対応していかなくては」
2021年3月23日、河井夫妻選挙違反事件で河井克行（逮捕前まで自由民主党に在籍）が公職選挙法違反の罪に問われたことについて、「これはもう議論の余地のないこと。党としても他山の石としてしっかり対応していかなくてはならない」と発言した。他人の誤った言動を自らの助けにするという意味の「他山の石」との表現を用いたことで、Twitterでは「他人事のようだ」と批判が相次いだ。

### 「国葬は当たり前だ。やらなかったら馬鹿だ」
2022年7月22日、政府は閣議で、同年9月27日に安倍晋三の国葬を行うことを決定した。しかし報道各社の世論調査は国葬に対する反対意見が強く、新聞社の社説も読売新聞や産経新聞などを除き、ほとんどが実施に疑義を呈するものであった。同年8月24日、二階は東京都内で行った講演の中で、「それ（反対意見）があったからといって国葬をやめるわけではない。国葬は当たり前だ。やらなかったら馬鹿だ」と発言した。また岸田総理が国葬実施を決めたプロセスについて「ある意味ではずるくなく、正直だ。みんなの声が上がってくるのを待つというテクニックもあった。」「長く総理を務めた人なのだから黙って手を合わせて見送ったらよく、国葬の議論は控えるべきだ」「国民に対する説明が不十分かどうかは次の選挙で有権者が示すだろう」としている。一部の国会議員が国葬を欠席したことについて、「欠席した人は後々長く反省することになるだろう」「欠席することで存在感を示そうとしているのだろうが、世の中にあまり賢くないことを印象付けるだけだ。選挙で取り戻すのは大変だ。」との見解を示している。

### 「死亡説流したやつはたたき殺す」
2022年12月23日、TBSのCS番組「国会トーク・フロントライン」の収録において、同年実施された和歌山県知事選挙の告示直前に流れた死亡説について「そういうことを流した者がいるとしたらたたき殺してやらなきゃ承知ならん」と発言した。なおこの番組はいわゆる撮って出し（放送当日の日中に収録し、夜初回放送）であるため、二階の発言はそのまま放送に至った。

## 政治手法
二階の政治手法で特に特徴的なのは「外交」であった。党主導で、中国、韓国などのアジア近隣諸国をはじめ、各国に“二階人脈”を築いてきた。二階流外交の最大の特徴は、大規模な訪問団を率いて訪れるそのスタイルで、5200人を引き連れて中国を訪問したこともある。これを可能にしている理由は、運輸大臣や経済産業大臣を経験し、旅行業者の団体トップを長年務めてきた経歴もあるため、各界への呼びかけで自己負担でツアー参加を募る手法を可能とした。この呼びかけに応じ、運輸、観光業界、財界や自治体にまで広がるネットワークが動く。二階自らはこれを「民間大使」と呼んだ。あまりの大人数に定期路線の飛行機では足りず、チャーター便を用意することもあった。
2015年5月の中国訪問では、尖閣諸島の国有化などの影響で、日中関係が悪化する中、二階は3000人を擁し北京の人民大会堂で開かれた交流会に参加した。習近平国家主席はスピーチで、両国の友好協力を進める姿勢を表明し、その後の関係改善の流れが作られることになった。これが結果的に習近平の心をつかみ日中関係の改善の流れを作ったといわれる。
また、2018年4月のロシア訪問では首相公邸で、メドベージェフ首相と会談の席上、硬直した雰囲気の中、二階は突然、マグロの話題を持ち出した。メドベージェフの反応を見てとっさに判断した二階は、即座にモスクワでのイベントで披露する解体ショーのためにすしチェーン店の一行11人が持ち込んでいた238キロの「本マグロ」に着目し一行に依頼。その日のうちに、メドベージェフ首相のもとに「にぎり寿司」と「切り身」を届けた。即座に側近の林が「本物のマグロは、日本にあります。首相、ぜひ食べに来てください。歓迎しますから」と切り出し二階は、自民党としてメドベージェフの日本訪問を要請。メドベージェフは、身を乗り出しながら「真剣に検討します」と応じたという。
この二階流の外交の師は、田中角栄と金丸信であった。田中角栄からは「常に相手の立場に立って物を考える」外交術を二階は弟子として見習った。金丸からは「政府の援助を受けて国の立場で行っても、制約を受ける。小さい動きでもいいから自分でやれと」とするアドバイスを受け箴言だと考えた。

## 政策・主張

### 日中関係
親中派の有力議員の一人とされており、日中友好議員連盟の会長（2023年より）である。自民党内における対中国利権を一挙に引き受けている。過去には北京オリンピックを支援する議員の会にも所属するなど、長年にわたり中国との関係が深い政治家である。一般的な政治家の外交とは国家間の主権の問題や国防などがテーマとなるが、二階は後述するように運輸族・観光族議員であるため、政治的なイデオロギーではなく議員外交・民間主導で経済重視の外交を主導する。経済的な利益を最大の目的として文化交流を通じて旅客往来や企業活動を活性化させるために、国会議員や経済人などで構成される大規模な訪問団を率いて国外の首脳らと会談を行うという独自のスタイルである。特に2002年9月の日中国交正常化30周年記念式典では国会議員や経済人ら約13,000人と共に北京の人民大会堂を訪問、2015年5月には約3,000人を連れて人民大会堂で開かれた交流会に参加するなど、大規模な訪問団を率いることによって外交を展開している。二階はNHKの取材に対し、この大規模訪問団について「政府の外交が重要なことは元よりですが、もう一面、国民どうしの交流を展開していかなきゃいけない。テンポ早く、お互いの国の人たちが仲良くしていくためには、やっぱり人々との交流を、ある程度の量をもって進めることが必要ではないか。『この指集まれ、一緒にやりましょう』とね」と語っている。またTBSのCS番組「国会トークフロントライン」において、「金丸先生は我々に、『議員外交にはやっぱりお金がかかるんだよ。自分のお金で対外的な交渉をやる。そういう努力をやっぱりするべきだ』」「「政府の使い」ではないんですよね。ですから、そういう新たな立場で積極的にやっていくっていうことが大事でしょうね。」と金丸信元自民党副総裁から薫陶を受け、政府の立場ではできないことを推進していると述べている。ネット上の保守派からの媚中派や朝貢外交であるとの指摘に対し、「そんな大したことを言っているわけではないので相手にすることはない。媚中派とかなんとか言うが、中国と話ができなくてどうするんだと。言っているお前は中国の誰と話ができるのか。中国のどの発言、態度が悪いなら抗議に行けるのか。塀の外からワーワー言っていても聞こえない。聞こえないことを見越して（中国に対する批判を）思い切って自信を持って言っているが、そんなことは馬鹿げたことである」と一蹴している。
アメリカ合衆国の戦略国際問題研究所が2020年7月に作成した報告書「日本における中国の影響力」において、今井尚哉が長年の親中派とされる二階と連携し、「二階・今井派」として内閣総理大臣安倍晋三（当時）に中国への姿勢を融和的にするよう説得してきたと指摘された。

#### 江沢民碑建立計画
保守新党時代には、地元・和歌山県田辺市の新庄総合公園に江沢民元中国共産党総書記が自筆で書いた「登高望遠睦隣友好」の文字と、自身も参加した2000年の日中文化観光交流使節団に対して江が発表した重要講話を刻んだ日中国交正常化30周年記念碑の建立を計画し、新東京国際空港や全国各地にも同様の石碑を建立する心算であったが、地元市議らの猛反対に遭ったため頓挫した。

#### 新幹線輸出
新幹線の中国への輸出に関し、2000年1月の訪中時に、新幹線担当の国家発展計画委員会主任（大臣）曽培炎、さらに中国大使陳健に対し、「日本は中国から文化を教わり、その延長線上に今日の日本の繁栄がある。そのなかから、たまたま新幹線の技術を開発した」「この技術が中国の発展にもしお役にたつならば、どうぞ一つお使いください。積極的に協力します」と述べた。2014年には人民日報のインタビューに「今、もし中国が必要とするならば、われわれは最先端の航空機、新幹線の技術を中国に提供します。私は大多数の国民がそう思っていると信じています」と述べた。

#### 東シナ海ガス田の試掘中止
東シナ海日中中間線でのガス田開発問題では、外務大臣麻生太郎が中華人民共和国によるガス田開発強行に断固対応する姿勢を示すと、この「日本の対応に“こそ”問題がある」「強硬に対応するなら勝手にやればいい」と述べた。当時の経済産業大臣中川昭一は帝国石油に東シナ海ガス田の試掘許可を下ろしたが、後任として二階が経済産業大臣になると試掘は中止された。

#### 新たな日中友好議連計画
2007年7月の第21回参議院議員通常選挙後に、自民党元幹事長古賀誠、元内閣総理大臣森喜朗らとともに新たな日中友好議員連盟の結成を予定していると報じられた。
同年7月4日、中華人民共和国大使の王毅と大使公邸で懇談し、日中友好に関する協力を求めた。日中国交正常化35周年に合わせて日本と中華人民共和国が進める「2万人交流」プロジェクトが2007年秋にも達成されるのに合わせ、双方で記念式典を開催することで一致したとされる。2007年10月12日、その行事記念として中国人民解放軍交響楽団の日本公演が行われた。

#### 和歌山のパンダ
二階の地元・和歌山県の南紀白浜アドベンチャーワールドで7頭のパンダが飼育されていることから（2015年3月時点）、中国との蜜月関係が指摘されている。

#### 日本ボアオ会
2015年11月、ボアオ・アジア・フォーラムを支援する日中友好団体として「日本ボアオ会」を立ち上げ、自ら会長に就任、発起人には前経団連会長の御手洗冨士夫やタレントの高木美保らが名を連ねた。

#### 一帯一路
2017年5月、中国の最高指導者習近平の唱える一帯一路をテーマにした一帯一路国際協力サミットフォーラムへの出席のため、戦略的互恵関係を重視する旨が書かれた内閣総理大臣安倍晋三の親書を携え、代表団団長として、経団連会長榊原定征や経済産業副大臣松村祥史、内閣総理大臣秘書官今井尚哉 らを引率して訪中し、「日本も積極的に協力をする決意をもってうかがってる」「日本は一帯一路に最大限協力する」と述べた。
また、同サミット直前に行われた北朝鮮のミサイル発射については「こういう日に北朝鮮の行為は許されるものではない。強く日本国としても自民党としても抗議する」「日中両国を含む北東アジア地域および国際社会の安全保障に対する明らかな挑発行為だ」「日本は中国と緊密に連携する」と述べた。同じく中国の主導するアジアインフラ投資銀行（AIIB）についても「参加をどれだけ早い段階で決断するかだ」と発言した。
2017年8月に自民党・公明党と中国共産党の間で行われた第6回日中与党交流協議会では一帯一路への協力を具体的かつ積極的に検討するとする共同提言をまとめた。
2019年4月の第2回一帯一路国際協力サミットフォーラムでは財政の健全性や透明性などを条件に「日本も協力していく」と述べ、持論である国土強靭化も自然災害対策のインフラ整備に必要と演説した。

#### 共創
2017年12月での第7回日中与党交流協議会への参加のための訪中で中国共産党中央党校で講演した際に、現代日中関係の基礎である戦略的互恵関係を共に未来を創る「共創」に格上げすることを提唱した。また、「大国である中国と、それを追う日本が協力し、時に競争することも必要」とも述べている。

#### 清華大学名誉教授
2017年12月、清華大学から名誉教授の称号を授与される。

#### 習近平の国賓待遇
2019年11月、自民党内で習近平を国賓として迎えることに反発の声が出ているなか、「国賓待遇でそういう立場の人をお招きするのは当たり前だ」と主張した。
2020年7月には、自民党の外交部会と外交調査会が、中国による「香港国家安全維持法」制定を受けて、習の国賓来日中止を求める決議案について協議を行った際、原案にあった「国賓訪日について中止を要請する」との文言に反発し、文言を修正させた。

#### 中国共産党の結党100周年記念に祝電
2021年7月1日の中国共産党の結党100周年記念に対し、祝電を送った。

#### 日中友好議員連盟の会長に就任
日中友好議員連盟に二階は会員となっていなかったが、2023年3月28日に日中友好議員連盟の会長に就任する見通しであることが報じられた。日中友好議員連盟の会長は2017年12月から林芳正が務めていたが、2021年10月に林が外務大臣に就任したことにより長らく空席となっていたポストに二階が就任することになった。日中関係の議員外交を牽引してきた二階が会長に就任することによって、日中関係の改善を目指すとしている。

### 日韓関係

#### 朴智元との親交
2000年6月に国家情報院院長の朴智元が北朝鮮に違法送金をして収監された際、手紙や肌着を送って慰労した。

#### 日本における外国人参政権
2003年2月11日、青瓦台で大統領秘書室長朴智元と会談し、在日外国人に対する参政権について「実現に向け、引き続き努力する」と述べた。

#### 靖国神社問題
2003年2月11日、青瓦台で大統領秘書室長朴智元と会談し、自身が韓国の国立墓地「顕忠院」に参拝したことを紹介した上で、靖国神社に代わる新たな追悼施設について「必要性をあらためて認識した。実現のために努力したい」と述べた。その一方で、4月22日には靖国神社に参拝している。

#### 勲章の受章
過去の数々の韓国に対する功績に対して、韓国から金塔産業勲章（1等級）を授与されている。日韓議員連盟常任幹事も務める。産経新聞前ソウル支局長の拘留問題（産経新聞ソウル支局長名誉毀損起訴事件）では、「われわれから新聞社の判断や韓国の司法がどうだとか、言うべきことではない」と発言している。河野談話の見直しについては「軽々しく口にすべきではない」として否定的な立場を示しており、元衆議院議長河野洋平の国会招致についても反対している。

#### 慰安婦問題
2015年2月、1400人の訪問団を率いて韓国入りし、慰安婦問題解決を迫る大統領朴槿恵に「積極的な努力」を約束した。

#### 「金忠善」碑の建立
和歌山県和歌山市の紀州東照宮に沙也可顕彰碑を建立している。沙也可は加藤清正の配下であったが、文禄・慶長の役の際に朝鮮側に寝返り、日本側と戦ったとされる人物である。2015年に渡韓した際、ソウルで開かれた「韓日友好交流行事」でもモデルとして金忠善の例を挙げ、日韓友好を訴えた。

#### 韓国への苦言
その一方では、「世界津波防災の日」の制定に反対する韓国に対し、「日本が提案しているというだけで反対したがる特殊な国民性がある」と名指しで苦言を呈したこともある。2017年6月10日には、木浦（モッポ）市であった韓国国会議員らとの会合であいさつし、日韓の関係改善を妨げる動きが両国にあるとの認識を示した上で、「一握りの悪巧みをする連中は撲滅をしていくように。韓国の中にも一握りだけでもいるかも知れないが、見つけたら撲滅して」と述べた。
2017年に韓国観光公社が平昌観光促進のために開いた式典では、ジャーナリストや旅行業関係者ら約250人の日本人招待客中で最高位に位置付けられた。自民党幹事長及び日本全国旅行業協会会長として挨拶した際には、「（韓国人の）皆さんは、どんどん日本人が平昌オリンピック（のために韓国に）に来なければならないと言いますが、（日本人に）『謝罪せよ』という話をやめるのであれば行きます。日本人は最近、韓国旅行を恐れています。お金かけて、時間を費やして（韓国に）行くというのに『謝罪せよ』という言葉を聞かなければならない。それ（謝罪要求）をしないという約束をしてくれるのであれば、私も平昌訪問キャンペーンに率先して乗っていきましょう」と述べている。

#### 面会中止
2019年7月に日韓貿易紛争で日韓関係が史上最悪 とも評される中で韓日議員連盟会長の姜昌一が訪日した際は面会を中止して「物乞い外交に来たのではない」と姜昌一を激怒させた。

### その他の国
中国・韓国以外にも日越友好議員連盟会長を務め、その他アフリカや中央アジアともパイプを持つ。2018年4月にロシアを訪問した際には、訪露団の中に「すしざんまい」を展開する株式会社喜代村の代表取締役木村清ら11人が含まれていた。二階は喜代村がモスクワで解体ショーを行うために持ち込んだ本マグロに目を付け、ロシアのドミートリー・メドヴェージェフ首相に対して喜代村に「にぎり寿司」と「切り身」を手配させた。予定にはなかったマグロの提供であったが、これによりメドヴェージェフ首相との会談は一気に和やかな会談になったという。

### 最後の党人派
小選挙区比例代表並立制の導入や小泉改革、民主党政権を通じて党人派の国会議員が減少する中で、与野党に広がる人脈を駆使した調整力を生かせる最後の政治家と評される。後輩議員の面倒見のよさは政界では有名な話であり、調整力の源の人脈は国内の関係各所だけでなく中国や韓国にも広がると日本経済新聞は報じている。政治学者の御厨貴は「非常に明るい人で、嫌な気持ちを与えない。いわゆる昔ながらの党人派は彼が最後で、彼が自民党に戻ってきた時にはほとんどいなかった。だから希少価値になった」「復党した人は、自分たちが一番苦労している時に出ていって、向こうが悪くなったら戻ってくるから最も嫌われるんです。ところが、二階さんは自民党に元々いた人のように言われちゃうんですよね」「彼は人間的魅力というか、何かよくわからないけど、とにかく人を引きつけてしまう」と評している。
2022年に和歌山県知事に就任した岸本周平は「生意気なことをいえば、二階先生の政治というのは政策ではないんです。“来る者拒まず、去る者は追わず、昨日の敵は今日の友”というでしょう。後援会の人にいわせれば、陳情を受けた二階さんというのは、一切の議論をなさらないそうです。『わかった』と二つ返事でいい、必要な相談先を紹介して後押しをするだけだから、『偉大なるイエスマン』と呼ばれているとか。」「私が野党議員の時も時々食事をご一緒することがあって、会ってみると面白い人なんです。『どうして私のような“敵”と食事をするんですか』と聞くと、『自民党は敵とも飯を食うんだ』というのです。2回、3回と食っていると、良いところが見えてくるんだと」「そして、『君ら民主党（当時）は仲良しだけで飯を食っているから、割れるんだ』と。聞いていて、こうやって仲間を増やすものかと感服したものです」と評している。

### 国対政治

#### 「だんごの会」
自由党、保守党時代に国会対策委員長を務め、自由民主党でも国対委員長を務めた。1999年の通常国会では、自民党国対委員長の古賀誠、公明党国対委員長の草川昭三としばしば懇談し、3人は当時の流行歌『だんご3兄弟』をもじって「談合三兄弟」と呼ばれた。二階はこれを逆手に取り、自由党国対副委員長だった西川太一郎主催の形で、だんごを食べながら国政を語る「だんごの会」を企画した。「だんごの会」は会期末間近の8月8日に開催され、「3兄弟」揃って参加することで結束をアピールした。自自公連立政権成立に3人は大きな役割を果たしたとされ、その後も固いパイプを誇った。このため二階は党内ハト派の重鎮である一方、調整や根回しに優れる数少ない親分肌の党人派という顔も持っている。

#### 郵政国会
自民党衆議院議員の馳浩によると、「その人脈と調整力と勝負カンの鋭さと気配りは、衆目の一致するところ」であるという。同じく馳によると、2005年の郵政国会では、民主党の筆頭理事（中井洽）の弱みを利用し、中井の顔を立てる形で採決に協力させたという。

#### 北朝鮮への非難決議
2006年10月9日に北朝鮮が核実験を行ったが、二階はあらかじめ6日に「週末に北朝鮮が核実験をもしも行ったら、世界で唯一の被爆国である日本は、強い抗議声明を国民総意として世界に発信しなければならない。そのためには、与野党の国会対策責任者がその準備をしておかねばならない。土日祝日だからといって危機管理の対応が疎かになってはならん。いざという時には休日であっても集まって、本会議を開く準備をしておこう」と各党の国対委員長のもとに出向き、頭を下げて要請していた。その結果、翌10月10日に核実験への非難決議を全会一致で採択させることができたという。

#### 切り崩し工作
2008年8月28日、民主党を離党した議員らが改革クラブ（のちの新党改革）を旗揚げしたが、以前より二階が切り崩し工作を行ったことが功を奏したとする報道もある。二階は同様に「数は力」を政治信条の一つとしており、民主党政権が下野した2012年以降は民主党などの他党出身者を積極的に自派に引き入れている。

### 内政

#### 経済
自民党内でも代表的な積極財政論者とされている。ある政府関係者は、「二階氏はスピードとボリュームのある財政出動で、デフレ脱却を目指している」と評している。
2016年、内閣総理大臣安倍晋三は翌年4月に予定していた消費税率10%への引き上げの延期を表明したが、二階は早い段階から増税を延期するよう安倍に求めていた。2017年8月、当選2回の衆院議員29人による「日本の未来を考える勉強会」から消費増税凍結を求める提言書を渡された際にも、二階は「どんどん発信してほしい」と歓迎した。また、たばこ税の増税についても反対しており、2010年の財務金融委員会で提出された「公平性を欠くたばこ税増税反対に関する請願」の紹介議員に名を連ねている。
拙速な基礎的財政収支（プライマリーバランス）の黒字化には、「そもそもの財政規律目標である『債務残高の対国内総生産（GDP）比の改善』の障害だ」として反対の立場を取り、日本経済復活の会の会長小野盛司からは「正論」と評価されている。2019年11月にも、国土強靱化を推進する党所属議員と経済界との会合において、「財政規律をいくら守っても、命を失ったら何もならん。公共事業はけしからんと言う方がけしからん」と述べ、公共事業費の増大を警戒する財務省を牽制した。

#### 国土強靭化・紀伊半島における高速道路・災害対策
自民党時代（第2次海部内閣）および新生党時代の細川内閣で運輸政務次官、自由党・保守党所属時代に小渕内閣・森内閣で運輸大臣（北海道開発庁長官兼任）を歴任し、いわゆる運輸族・道路族議員として知られる。「高速道路がない地域から出ているから、国土族と言われようが、建設族と言われようが、自分は最後の国土族になってやると」いう考えを二階が持っていると政治学者の御厨貴が明かしている。自民党幹事長退任後も地元からの陳情が殺到していると報じられるなど、小泉改革・民主党政権を経て族議員が減少する中においても依然として力を持ち続けているとされている。特に2004年の第2次小泉改造内閣以降で福田内閣の終盤約2ヶ月と麻生内閣および民主党政権の時期を除いてほとんどが国土交通大臣のポストを公明党が占めており、国交行政に精通した自民党議員が減少していることも指摘されている。
選挙区への利益誘導とされることが多い地元への高速道路の整備であるが、二階にとっては地元に高速道路を誘致することが政治家を志した原点であり、二階がもっとも力を注いでいる政治活動の一つである。二階が秘書を務めていた遠藤三郎衆院議員の地元である静岡県では東名高速道路が整備されていたが、二階の地元では全く高速道路が整備されていなかった光景を目の当たりにした。これに対して、本当に同じ国かと怒りにも似た気持ちが込み上げてきたという。それ以来、国土の均衡ある発展を目指し県議、国政を通じて「高速道路紀伊半島一周の実現」を掲げて政治活動を行っており、自民党国土強靱化推進本部の本部長として国土強靱化推進の急先鋒となっている。2013年12月11日に強くしなやかな国民生活の実現を図るための防災・減災等に資する国土強靱化基本法（平成25年12月11日法律第95号。略称は国土強靱化基本法）が二階ら他11名の議員立法により成立している
。
実際に地元選挙区である和歌山3区の地域の高速道路（紀勢自動車道など）は二階の強い影響力によって建設されており、地元では「二階道路」や「二階バイパス」と呼ばれている（紀伊半島一周道路建設の影響は自身の選挙区だけでなく、隣接する三重県にも及んでいる）。さらに、既存の阪和自動車道有田IC〜南紀田辺ICにおいても4車線化を推進している。二階は2021年の衆議院選挙戦では自身の選挙区を回って演説する際に選挙カーには「高速道路紀伊半島一周」と書き、「（紀伊半島一周高速道路の建設に対して）もう皆さん、この事を疑う人はいないでしょう」と自身の功績を述べている。また、地元紙（わかやま新報や紀伊民報）においても高速道路建設のニュースの情報源が度々自身の議員事務所になっている。
また選挙区以外においても災害対策に対する意識の高さは群を抜いており、阪神・淡路大震災発生3日後の1995年（平成7年）1月20日衆議院本会議において、村山富市総理に対して自衛隊の出動の遅れについて新進党（当時・野党）の代表質問を行っている（阪神・淡路大震災#政府の対応を参照）。また、2016年12月22日に発生した糸魚川市大規模火災に対しては、これまで地震災害のみに適用してきた被災者生活再建支援法をこの大規模火災にも適用するように与党の幹事長として主導した。同年12月31日、二階は糸魚川市役所において県知事や市長に対し、がれき処理の自己負担をなくす政府の方針を伝えている。

#### 核シェルター
他国に比べ整備率の低い核シェルターの必要性を安全保障面から訴えている。2017年12月には国土強靭化推進本部で「国民の生命をあらゆる角度から守っていくことが最大の責務」と述べ、地下シェルター建設を本格的に検討させた。

#### 選択的夫婦別姓制度
選択的夫婦別姓制度導入の是非について、2014年の調査では「どちらとも言えない」と回答していた が、2017年の調査では「どちらかと言えば賛成」と回答している。

#### グリーンピア南紀
和歌山県・グリーンピア南紀の跡地開発をめぐり、所有する那智勝浦町に中華人民共和国のリゾート会社・香港BOAOを紹介したのは、地元政界に強い影響力を持つ二階だと報じられている。跡地は賃貸後の2015年に無料で業者へ譲渡されるという異例の契約となっており、地元では批判の声も聞かれた。グリーンピア跡地の大半が公募で請負先を決めている中では異例だった。
その後、資金難を理由に開発計画の先延ばしをしようとしたペーパーカンパニーとも報じられた香港BOAOに対し、那智勝浦町議会は債務不履行を理由に契約解除を決めた。だが、違約金などで長引く可能性があり、そもそもこのような会社を紹介し、圧力をかけた二階に対する疑問の声は地元ですら多いという。香港BOAO側も那智勝浦町長も二階に紹介を受けたと証言しており、自分は関係ないとする二階の態度に疑問がもたれている。

#### 原発の津波対策をめぐって
経済産業大臣在任中の2006年3月1日、第164回国会衆議院予算委員会第七分科会で吉井英勝（日本共産党）から福島第一原子力発電所など43基の原子力発電所における津波対策の不備を指摘され、冷却水喪失による炉心溶融の危険性を警告された。これについて、日本共産党機関誌しんぶん赤旗は、この時に二階は吉井に対策を約束したが、原子力安全・保安院によれば4年経過した時点で改善はされていなかったと報じた。その後、2010年2月のチリ地震の発生を受けて、同年4月13日に津波対策議員連盟の共同発足人になり、同年6月11日には他の自民党議員などと津波対策推進法案を国会に共同提出したが、継続審議となり、つるし状態になったが、 東日本大震災での津波により多数の犠牲者が出たことを受けて、方針転換が行われ、2011年6月17日に津波対策推進法が成立した。

#### 部落差別問題解決への尽力
二階は御坊中学校在学時、外郭団体の主催する弁論大会のメンバーに選ばれ、部落差別問題を主題にした島崎藤村の社会小説『破戒』を引用して人権問題について演説したことがある。
2015年11月16日、東京平河町のホテルで「人権課題解決に向けた和歌山県集会」と銘打った人権フォーラムが開かれ、約400人が参加した。実行委員長として挨拶に立った二階は、法規制について「結婚、就職問題で現に苦しんでおられる人が存在するのであればもう済んだ、終わったとか無責任な言葉で解決できる問題ではないと思っている」と話した。
2016年1月、毎日新聞は「自民党は二階俊博総務会長の呼びかけを受けて部落差別の法規制の検討を始めた」と報じた。同年12月、部落差別解消推進法の成立後、衆議院議員門博文や自民党和歌山県議らを引き連れ、数十年にわたり親しくしてきた間柄であり長年にわたり同法の必要性を訴えてきた部落解放同盟和歌山県連合会元執行委員長中澤敏浩（故人）の自宅を訪れ、中澤の仏壇に手を合わせて同法の成立を報告した。
2020年6月15日、自民党政務調査会のもとに設置されている差別問題に関する特命委員会（委員長：平沢勝栄）と部落問題に関する小委員会（委員長：山口壯）との合同会議が衆議院第一議員会館で開かれた際には、自身の生い立ちも交えて部落問題解決に対する思いを語り、「問題の解決を急ごうじゃないですか。結婚の問題だとか、自分に置き換えてごらんなさいよ。こんな腹立たしいことはない。破談に追いやられるような例がいまだにある。そんなことに見て見ぬふりをする文化国家なんてない。この問題を解決することにみんなで全力をあげよう」などと呼びかけた。

#### 捕鯨問題
自民党本部での鯨料理の提供を発案 するなど、商業捕鯨の推進派である。2018年12月26日に日本政府が30年ぶりの本格的な商業捕鯨解禁を決定し、国際捕鯨委員会（IWC）からの脱退も発表した際には「近代捕鯨発祥の地」とされる山口県下関市と「古式捕鯨発祥の地」とされる和歌山県太地町を地盤に持つ安倍と二階の意向が働いたとされ、太地町では二階を「神様」と称える動きもあった。

#### 一票の格差
2021年6月25日、武田良太総務大臣は閣議で、2020年国勢調査の速報値を報告。「アダムズ方式」を適用した結果、次々回以降の衆院選から、小選挙区は15都県で「10増10減」、比例区で「3増3減」の定数調整が必要となることが明らかとなった。
2022年1月10日、和歌山放送のラジオ番組に出演した際、地元和歌山県の小選挙区の定数が「3」から「2」になることを踏まえ、「もう腹立たしい。こういうことになった原因はどこにあるのか。政府の方針は間違いがあるのではないか」と述べた。同年4月3日、二階が会長を務める自民党和歌山県連は県連大会を開き、「10増10減」に断固反対する決議を採択した。大会後、二階は記者団の取材に応じ、「選挙区を減らすと、今だけでなく次の世代も、その次の世代でも回復することはできない。責任は重大だ」と述べた。

#### 2022年和歌山県知事選挙
2022年11月に実施された和歌山県知事選挙において、国民民主党に所属していた前衆議院議員（和歌山1区選出）の岸本周平を事実上支援し当選に導いた。
岸本が当選後にメディアの取材において「二階先生は『とにかく市町村を回れ』といわれていました。一回まわって報告したら『もう1回、まわれ』というのです。みんながよい反応ではないんですが、と報告すると、『3回でも4回まわれ』と、またおっしゃる」「理由を聞くと、『ひょっとしたら、万が一にでも知事になるかもしれない男が、頭を下げに来ていて嫌な気持ちがするやつはいないはずだ、“行ったもん勝ち”なんだよ』」と二階からアドバイスを受けていたことを明かしている。
2022年5月23日、岸本が立候補を表明しており、その後6月15日に現職の仁坂吉伸が和歌山県議会定例会一般質問で「知事の務めは今期限りとしたい」として、次期知事選挙に立候補せず退任する意向を表明。9月3日に自民党和歌山県連で開いた県知事選挙の「候補者選考会」において、県連の会長代行を務める参議院議員の世耕弘成が総務省官僚の小谷知也（青森県総務部長）の擁立を主導し、一度は「大勢は決したようだ。みんながいいと言うなら、それでいいだろう」と二階が発言し小谷の擁立が決まったかのように思われたが、その5日後の9月8日の和歌山県町村会において岸本擁立が主張され、県内の建設関係や農業関係の団体でも岸本を推薦する動きが活発化。和歌山県で選挙を戦ううえで、町村会の支援の有無は大きな意味を持っていたため非常に大きな衝撃があったとされる。9月13日になって世耕が「前途有望な若手官僚に立候補をお願いできる状況にはない」と小谷の擁立を断念。その後の10月3日に自民党本部が岸本を推薦することを正式決定。和歌山県のような保守王国としては特に異例である野党出身の候補者に自民党が推薦を行われた。この過程において二階は岸本を擁立するような発言は一切なかったものの、結果的に岸本に擁立の流れになった。共産党以外の与野党相乗りの選挙の結果、80%を超える得票率で岸本が当選した。岸本の圧勝について「岸本周平さんの日常活動だ。（他の候補者については）もう一人は誰ですか。」と評した。

#### 自転車振興
遠藤三郎の秘書として、自転車道の整備等に関する法律そして太平洋岸自転車道の実現に奔走した。その後、自転車事故で重傷を負い政界を引退する谷垣禎一のあとを受け自転車活用推進議員連盟の会長になり、ナショナルサイクルルートとしての太平洋岸自転車道整備を推進した。

## 政治資金
- 道路特定財源を資金源とする道路運送経営研究会（道路特定財源の一般財源化に反対している）から献金を受けている[158]。
- 日本道路建設業協会（道建協）の会員企業である奥村組土木興業など3,4社から合計168万円の献金を受け取ったことが2004年-2006年の政治資金収支報告書からわかっている[159]。
- 自らが代表を務める「和歌山県第3選挙区支部」が、2004年から2007年にかけて、談合事件や耐震補強工事の設計ミスなどの問題を起こし営業停止もしくは指名停止処分を受けた3つの企業から、問題発覚後に、合計で253万円に亘る寄付を受けていたことが判明している[160]。
- 2020年7月にスタートしたGo To キャンペーンの受諾団体である「ツーリズム産業共同提案体」[161] から4200万円の政治献金を受け取っていたことが発覚した[162]。

## 選挙歴
| 当落                          | 選挙                   | 施行日         | 選挙区      | 政党       | 得票数  | 得票率 (%) | 得票順位 /候補者数 | 定数 | 票差 (と次点者) | 惜敗率 (%) | 比例区 順位 | 政党当選者数 /政党候補者数 |
| ----------------------------- | ---------------------- | -------------- | ----------- | ---------- | ------- | ---------- | ------------------ | ---- | --------------- | ---------- | ----------- | -------------------------- |
| 当                            | 第37回衆議院議員総選挙 | 1983年12月18日 | 旧和歌山2区 | 自由民主党 | 53,611  | 20.88      | 2/6                | 3    | 16,684          | -          | -           | -                          |
| 当                            | 第38回衆議院議員総選挙 | 1986年07月06日 | 旧和歌山2区 | 自由民主党 | 58,722  | 21.23      | 2/5                | 3    | 8,351           | -          | -           | -                          |
| 当                            | 第39回衆議院議員総選挙 | 1990年02月18日 | 旧和歌山2区 | 自由民主党 | 57,663  | 20.37      | 3/6                | 3    | 7,827           | -          | -           | -                          |
| 当                            | 第40回衆議院議員総選挙 | 1993年07月18日 | 旧和歌山2区 | 新生党     | 104,600 | 38.56      | 1/4                | 2    | 36,506          | -          | -           | -                          |
| 当                            | 第41回衆議院議員総選挙 | 1996年10月20日 | 和歌山3区   | 新進党     | 115,681 | 49.24      | 1/3                | 1    | 14,607          | -          | -           | -                          |
| 当                            | 第42回衆議院議員総選挙 | 2000年06月25日 | 和歌山3区   | 保守党     | 138,527 | 63.08      | 1/3                | 1    | 82,981          | -          | -           | -                          |
| 当                            | 第43回衆議院議員総選挙 | 2003年11月09日 | 和歌山3区   | 保守新党   | 148,274 | 78.37      | 1/2                | 1    | 107,344         | -          | -           | -                          |
| 当                            | 第44回衆議院議員総選挙 | 2005年09月11日 | 和歌山3区   | 自由民主党 | 145,735 | 66.42      | 1/3                | 1    | 92,203          | -          | -           | -                          |
| 当                            | 第45回衆議院議員総選挙 | 2009年08月30日 | 和歌山3区   | 自由民主党 | 117,237 | 52.06      | 1/3                | 1    | 14,895          | -          | -           | -                          |
| 当                            | 第46回衆議院議員総選挙 | 2012年12月16日 | 和歌山3区   | 自由民主党 | 112,916 | 60.43      | 1/3                | 1    | 60,558          | -          | -           | -                          |
| 当                            | 第47回衆議院議員総選挙 | 2014年12月14日 | 和歌山3区   | 自由民主党 | 108,257 | 76.50      | 1/2                | 1    | 74,997          | -          | -           | -                          |
| 当                            | 第48回衆議院議員総選挙 | 2017年10月22日 | 和歌山3区   | 自由民主党 | 109,488 | 72.95      | 1/2                | 1    | 68,880          | -          | -           | -                          |
| 当                            | 第49回衆議院議員総選挙 | 2021年10月31日 | 和歌山3区   | 自由民主党 | 102,834 | 69.34      | 1/4                | 1    | 82,142          | -          | -           | -                          |
| 当選回数13回 （衆議院議員13） |                        |                |             |            |         |            |                    |      |                 |            |             |                            |

## 人物

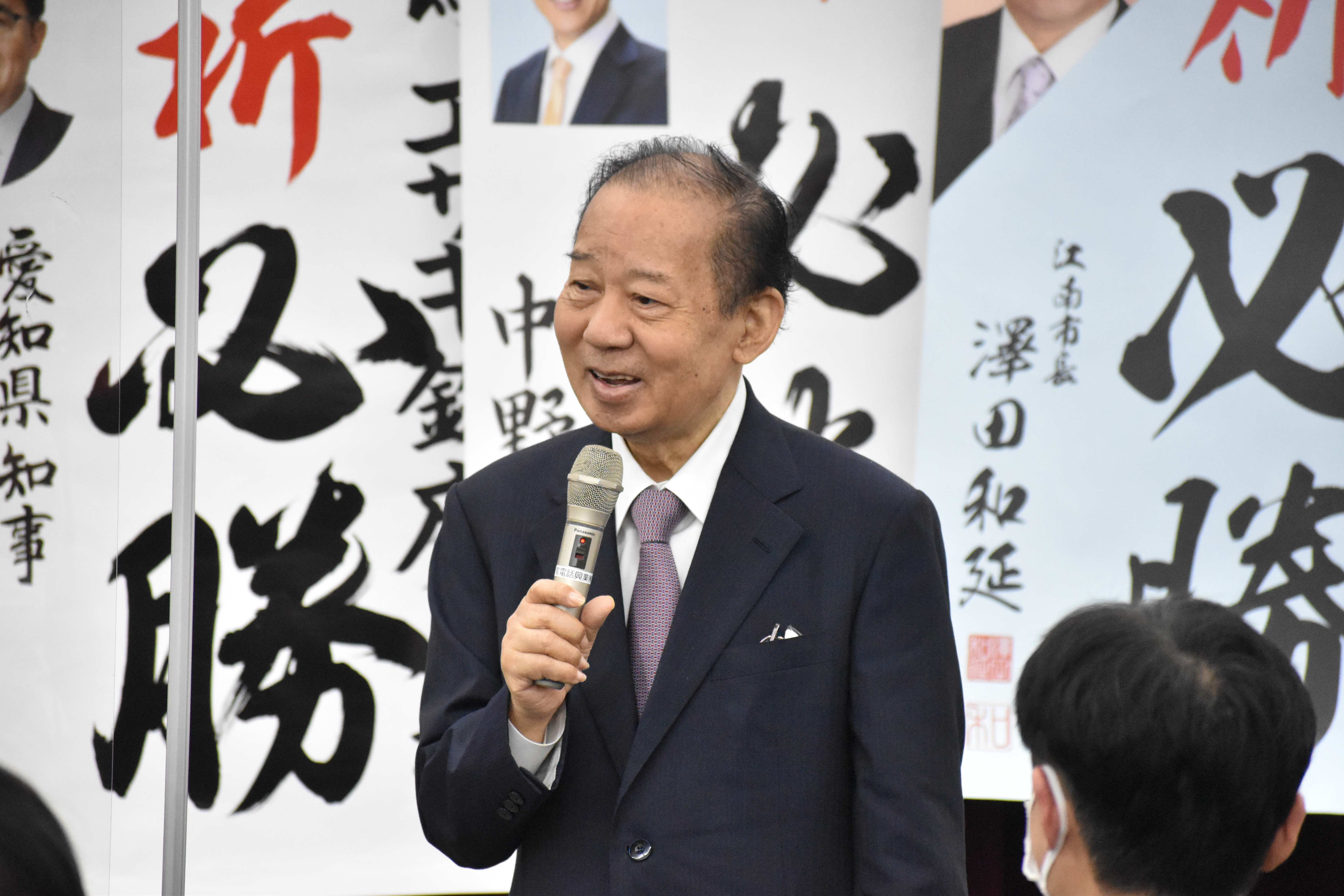
2021年10月25日、愛知県一宮市にて、江崎鐵磨を激励する二階

- フリーアナウンサーのみのもんたと親交がある。二階はみのの長男の披露宴で主賓として祝辞を述べ、みのの「アナウンサー生活おもいッきり40周年ズバッと感謝の会」でも芸能関係者に交じり祝福のスピーチを行った。2007年12月8日には、二階を団長とする経団連などを中心とした訪中団にみのも招かれていた[163]。両者の関係は、東海地方で「ニッコク」を興したみのの父親が二階が秘書を務めていた東海地方選出国会議員の後援者だった縁によるもので、20年来の懇意な間柄であり、大下英治の著書『躍動の日本経済へ 二階俊博の挑戦』にもみのが推薦文を寄せている[164]。
- 野球選手の王貞治とは40年以上にわたり親交があり旧知の仲である[165]。
- 新進党や自由民主党への入党など一貫して政治行動を共にした二階側近議員の最古参に江崎鐵磨がおり、「てっちゃん」の愛称で呼ぶ仲である[166][167]。保守新党出身者のうち、現在も二階と同じ派閥に属する衆議院議員は江崎ただ一人である[注 2]。
- 好物は餅とコーラである[168]。
- 2014年8月、自民党が所有するIPアドレス（IP:210.226.6.11（会話 / 投稿記録 / 記録 / Whois））によって、Wikipediaの「二階俊博」記事に存在した「どのような対策を行ったのかは定かではない。その5年後、2011年に福島第一原子力発電所事故が発生した」との原発対策に関する記述が「2010年6月、自民党は津波対策法を国会に提出するが、民主党の無関心から審議に入らないまま、2011年に福島第一原子力発電所事故が発生。震災後与野党が合意し、法案が成立。二階が中心的役割を果たした」に書き換えられ、民主党に対するネガティブ・キャンペーンが行われたと報じられた[169]。
- 2018年4月、日本体育大学から名誉博士の称号を授与された[170]。
- 2020年12月14日、新型コロナウイルスの感染拡大対策として政府が4人以上の会食を控えるよう自粛を求める中、内閣総理大臣菅義偉、王貞治、みのもんた、杉良太郎、森田実ら8人と銀座の高級ステーキ店で会食を主催し、公明党代表山口那津男や野党議員から批判の声が上がった[171][172][173]。2021年8月17日にも、東京都内の日本料理店において、自民党国会対策委員長森山裕や公明党幹事長石井啓一ら5人で会食を行なったことが報じられた[174][175]。
- 安倍晋三元総理からは随一の政治的技術を持つと評価されている[176]。
- 2022年11月3日から発熱の症状があり、同月5日に医療機関を受診したところ、新型コロナウイルス感染症陽性が判明した[177]。

## 家族・親族
二階家（和歌山県御坊市）

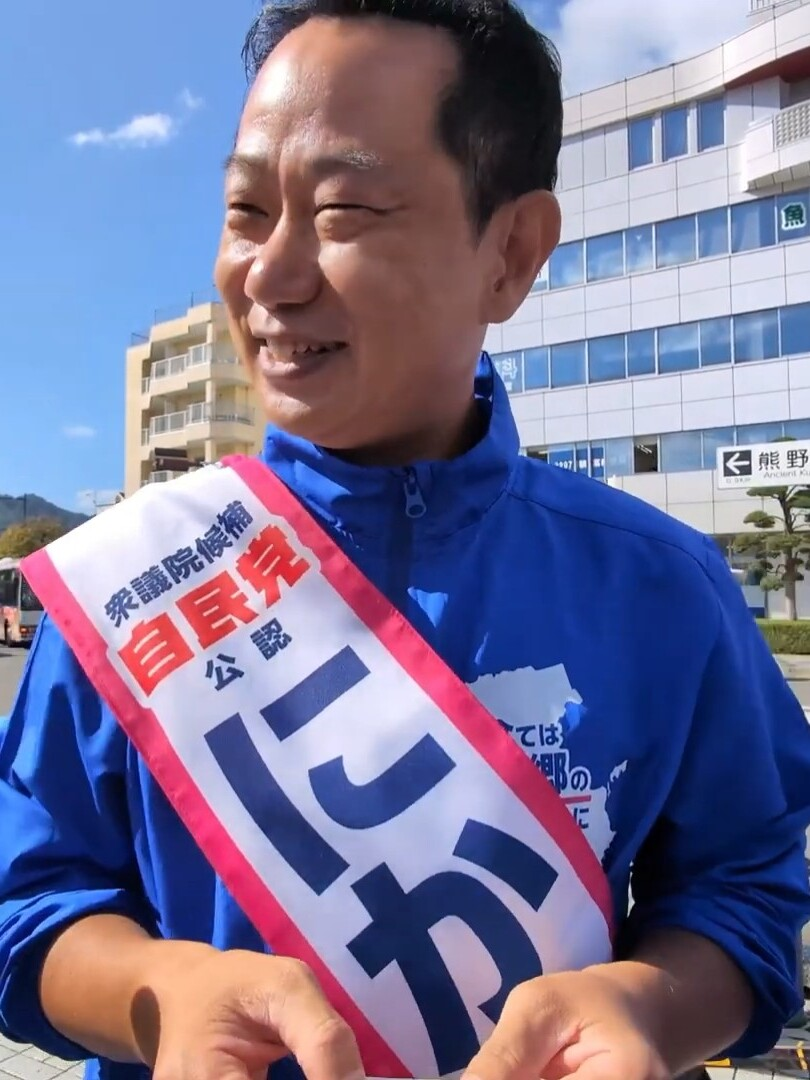
三男の伸康（2024年）

- 父・俊太郎（実業家、政治家） - 1900年（明治33年）- 1975年（昭和50年）[178]。和歌山県西牟婁郡日置川町（現：白浜町久木）出身[179]。紀伊民報記者、和歌山県議会議員、稲原村村長、御坊造船社長を務めた。
- 母・菊枝（1899年 - 1990年、医師・古久保良輔の娘、医師）[7]
- 妻・怜子 - 2018年12月26日死去（満77歳没）[180]。
- 長男・俊樹 - 1965年4月26日生まれ、早稲田大学卒業後、二階俊博の秘書を務めた。2016年5月の和歌山県御坊市長選挙に立候補したが、現職の柏木征夫に大差で敗れた[181]。現在は政策秘書[182]。
- 次男・直哉 - 1972年5月22日生まれ、2008年8月～翌年9月まで二階俊博通産大臣秘書官。退官後一般社団法人の理事やコンサルタント業従事。
- 三男・伸康（二階俊博衆議院議員の元・公設第一秘書）[183] - 1978年1月4日生まれ、和歌山県立日高高等学校普通科卒業、青山学院大学法学部公法学科卒業[183]。全日本空輸（ANA）に13年間勤務し社会経験を積み、二階俊博衆議院議員の秘書として10年間政治を学ぶ[183]。2024年10月27日、第50回衆議院議員総選挙に和歌山2区（新区割）から自民党公認で出馬する[184]も、落選[185]。妻と子どもがいるが、2024年12月に銀座のバーのオーナーママで30代の女性との不倫を報じられた伸康は取材に対し「友人・知人としてお付き合いさせていただいていますが、私としては将来真剣にお付き合いさせていただきたいと思っている」と述べ、「今の妻とは離婚協議の最終調整中」であることを明かした[186][187]。2025年7月20日、第27回参議院議員通常選挙に和歌山選挙区（改選数1）から自民党公認で出馬したが、落選した[188]。

## 所属団体・議員連盟
- 日中友好議員連盟（会長）
- 日韓議員連盟（常任幹事）
- 北京オリンピックを支援する議員の会（副会長）
- 日中緑化推進議員連盟
- 日本ネパール友好議員連盟（会長）
- 日本トルコ友好議員連盟（会長）
- 小規模企業税制確立議員連盟
- 自転車活用推進議員連盟（会長代行）
- 自由民主党津波対策議員連盟（会長）
- 全国旅行業協会（名誉会長）[189]
- 日本モノレール協会（会長）
- 日本武術太極拳連盟（元会長）
- 全国土地改良事業団体連合会（会長）
- 自由民主党自由で開かれたインド太平洋推進議員連盟（会長）[190]
- 2025年日本国際博覧会を成功させる議員連盟（会長）[191]
- 一般社団法人 国土強靱化研究所（会長）[192]

## 書籍

### 著書
- 『明日への挑戦 県勢浮上への道を求めて』（1982年8月、紀州新聞社）
- 「続・明日への挑戦」出版委員会 編『明日への挑戦 続』紀州新聞社、1986年4月6日。NDLJP:11926066。
- 『日本の危機管理を問う 阪神大震災の現場から』（1995年12月、新政経研究会）
- 『黒潮に叫ぶ 国会議員レポート』（1995年12月、新政経研究会）
- 『観光立国宣言 躍動の観光産業を語る 二階俊博対談集』（2000年4月、丸ノ内出版）
- 『心のバリアフリーを 「交通バリアフリー法」副読本』（2000年9月15日、中央公論事業出版）
- 『近ごろ想うこと』（2003年、?）
- 『がんばってます』著者:二階俊博・西 博義・谷本龍哉（2004年12月10日、和歌山新報社）
- 『草の根の観光交流 : lotus road』（2005年4月、日本観光戦略研究所）
- 『きみはぼうさいたいし』著者:二階俊博、文:鈴木みゆき（保育学）、絵:かなざわまゆこ（2021年5月、金の星社）
- 『政治家を目指す女性たちへ』著者:二階俊博・下村博文 他 全8名（2023年2月1日、内外出版）
- 『二階俊博言行録 国民の側に立ち、世界の動きと、時代の先を読む』（2023年11月13日、ケイアンドケイプレス）

### 関連書籍
- 『二階俊博』著者:大下英治（1996年、?）
- 『小説　二階俊博』著者:大下英治（2000年5月8日、紀州新聞社）
- 『人間　二階俊博　一歩高く一歩退く』著者:大下英治（2003年10月4日、紀州新聞社）
- 『二階俊博の挑戦 躍動の日本経済へ』著者:大下英治（2006年8月、紀州新聞社）
- 『二階俊博の決意』著者:大下英治（2009年、紀州新聞社）
- 『日はまた昇る　二階俊博の道』著者:大下英治（2010年、紀州新聞社）
- 『日本を強くしなやかに 国土強靱化』著者:自由民主党国土強靱化総合調査会
  - 『日本を強くしなやかに 国土強靱化 その1』（2012年4月20日、国土強靱化総合研究所）※二階俊博による「国土強靱化宣言」と、自由民主党国土強靱化総合調査会の16人が行った講演録
  - 『日本を強くしなやかに 国土強靱化 その2』（2012年10月16日、国土強靱化総合研究所）※二階俊博による「国土強靱化宣言その2 爛頭の急務」と、自由民主党国土強靱化総合調査会・強靱な経済成長達成プロジェクトチームによる日本経済強靭化プラン、26人の知の巨人が行った講演録などを収録
  - 『日本を強くしなやかに 国土強靱化 その3』（2013年11月1日、国土強靱化総合研究所）※二階俊博による「国土強靱化宣言その3」、内閣官房国土強靱化推進室「国土強靱化に関する政府の取組み」、国土強靱化について各界のオピニオンリーダー20人が行った講演録などを収録
  - 『日本を強くしなやかに 国土強靱化 2015年版』（2015年3月25日、中央公論新社）※二階俊博による「「国土強靱化」という〈思想〉」　各界の論客12名が闘わせた白熱の議論の記録
- 『二階俊博の執念』著者:大下英治（2012年11月10日、紀州新聞社）
- 『二階俊博の政界戦国秘録』著者:大下英治
  - 『二階俊博の政界戦国秘録 第1巻「田中角栄との邂逅」』（2016年2月17日、紀州新聞社）
  - 『二階俊博の政界戦国秘録 第2巻「金丸、竹下と田中角栄の激闘」』（2017年4月23日、紀州新聞社）
  - 『二階俊博の政界戦国秘録 第3巻「二階俊博と小泉郵政改革」』（2018年4月18日、紀州新聞社）
  - 『二階俊博の政界戦国秘録 第4巻「二階の活躍！ 小泉・安倍政権」』（2019年、紀州新聞社）
  - 『二階俊博の政界戦国秘録 第5巻「菅義偉政権誕生の舞台裏！ 錚々たる二階軍団』（2020年、紀州新聞社）
- 『永田町知謀戦』著者:大下英治
  - 『永田町知謀戦 1 二階俊博と田中角栄』（2016年7月6日、さくら舎）
  - 『永田町知謀戦 2 竹下・金丸と二階俊博』（2017年7月12日、さくら舎）
  - 『永田町知謀戦 3 小泉・安倍と二階俊博』（2018年10月11日、さくら舎）
  - 『永田町知謀戦 4 安倍総理と二階幹事長』（2019年12月9日、さくら舎）
- 『二階俊博自民党幹事長の守護霊霊言 “親中派”幹事長が誕生した理由』著者:大川隆法（2016年9月14日、幸福の科学出版）
- 『スーパースマートインフラ革命』著者:柏木孝夫 座談会:二階俊博 他（2016年10月1日、時評社）
- 『二階俊博 全身政治家』著者:石川好（2017年12月12日、日本僑報社）
- 『ふたりの怪物 二階俊博と菅義偉』著者:大下英治（2019年7月11日、エムディエヌコーポレーション）
- 『幹事長二階俊博の暗闘』著者:佐高信（2020年1月27日、河出書房新社）
- 『二階俊博幹事長論』著者:森田実（2020年4月30日、論創社）
- 『地元メディアが見た二階俊博 力の源泉』著者:中村栄三（2020年11月、和歌山放送）
- 『ナンバー2の美学 二階俊博の本心』著者:林溪清 監修:大中吉一（2020年12月8日、ブックマン社）
- 『二階俊博の新たな挑戦』著者:森田実（2021年6月1日、論創社）
- 『自民党幹事長 二階俊博伝』著者:大下英治（2021年3月1日、エムディエヌコーポレーション）
- 『政権奪取秘史 二階幹事長・菅総理と田中角栄』著者:大下英治（2021年3月、さくら舎）
- 『最長幹事長 二階俊博』著者:大下英治（2021年、?）